# Gerhard Mitter
Gerhard Mitter, född 30 augusti 1935 i Schönlinde (nuvarande Krásná Lípa i Tjeckien), död 1 augusti 1969 i Nürburg, var en tysk racerförare. Mitter växte upp i Sudeterna, som annekterades av Nazityskland när han var tre år. Efter andra världskriget deporterades miljontals sudettyskar från området och Mitter och hans familj hamnade i Leonberg, nära Stuttgart.

## Racingkarriär
Mitter började som tonåring tävla på motorcyklar, först NSU och sedan MV Agusta. Fem år senare övergick han till Formel Junior-racing och byggde egna bilar, som benämndes Mitter-DKW, i sin verkstad Autohaus Mitter. I början av 1960-talet var Mitter ett toppnamn, efter att ha vunnit drygt 40 lopp i FJ-klassen. 
Säsongen 1963 anställdes han av Porsche som utvecklingsingenjör och förare, vilket förde honom vidare till formel 1. Mitter debuterade i en  Porsche 718 för Carel Godin de Beauforts Ecurie Maarsbergen i Nederländerna 1963. Mitter körde även i Tyskland, där han slutade fyra och tog poäng. Han körde sedan två gånger till i Tysklands Grand Prix, men då för brittiska Lotus.
Mitter koncentrerade sig dock på sportvagnsracing och i synnerhet backe, där han vann  European Hill Climb Championship i Porsche 1966-1968. I sportvagnar vann han bland annat Targa Florio 1969 i en Porsche 908.

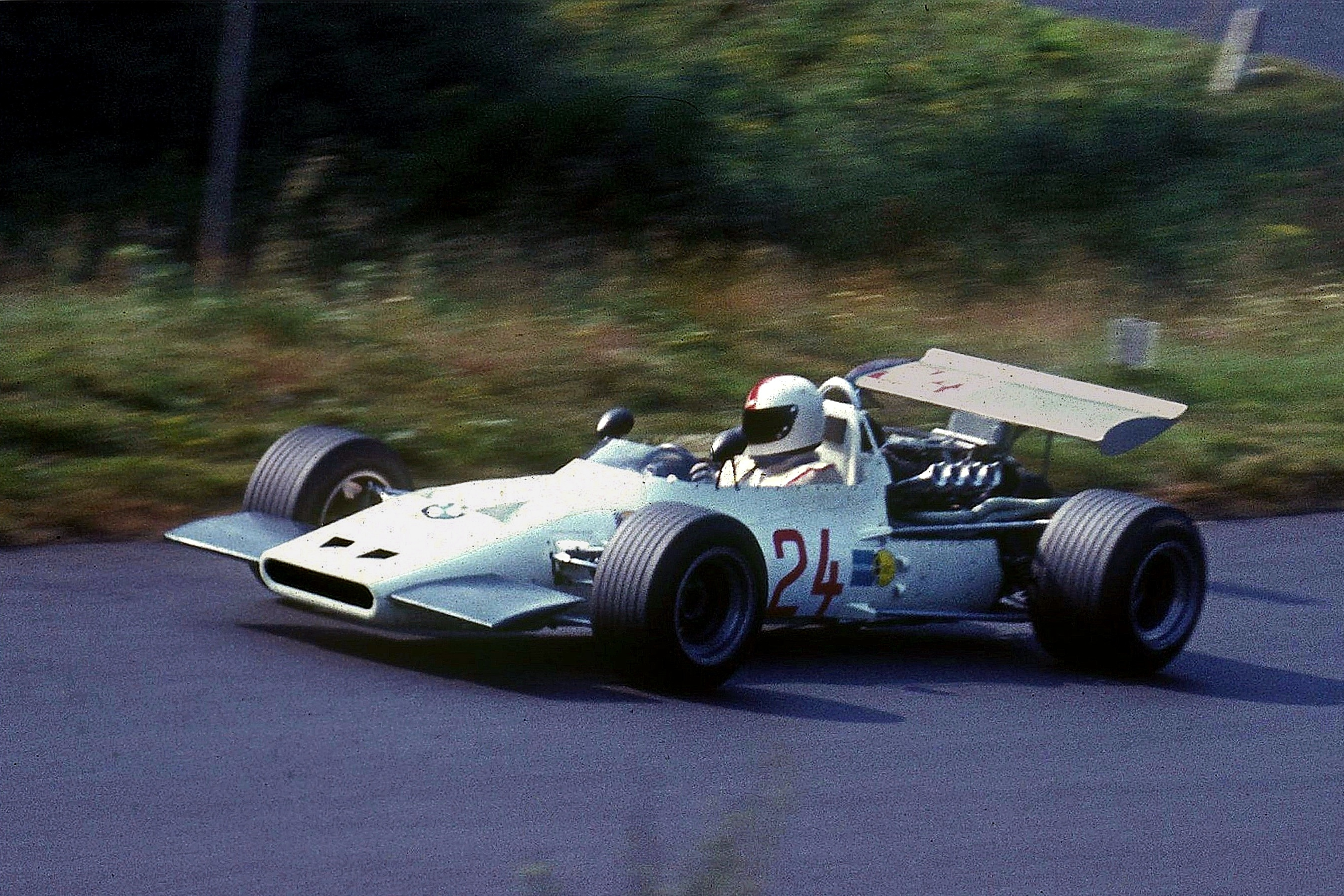
Mitter i sin BMW F2 den 1 augusti 1969.

1969 anställdes Mitter av BMW för att ingå i deras formel 2-satsning.
Han kraschade och omkom under en testkörning inför Tysklands Grand Prix 1969 vid Schwedenkreuz på Nürburgring, troligen på grund av att styrningen eller en hjulupphängning gick sönder. Hans stallkamrater Hubert Hahne och Dieter Quester liksom hans tidigare stallkamrat i Porsche, Hans Herrmann, lämnade tävlingen.

## F1-karriär
| Säsong | Stall/Tillverkare            | Poäng | Placering |
| ------ | ---------------------------- | ----- | --------- |
| 1963   | Ecurie Maarsbergen (Porsche) | 3     | 12        |
| 1964   | Lotus-Climax                 | 0     | –         |
| 1965   | Lotus-Climax                 | 0     | –         |